# أركفوكس

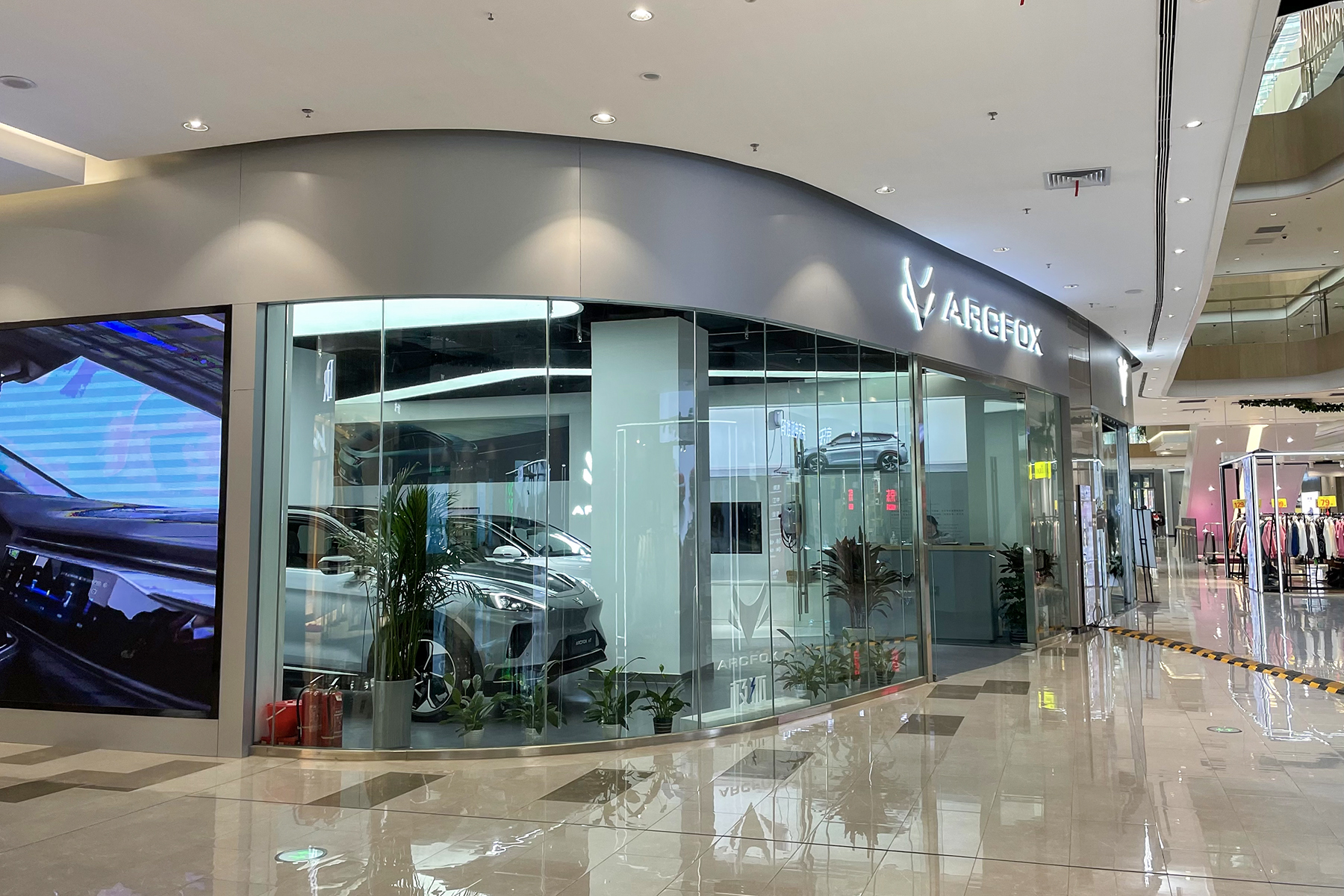
صالة عرض أركفوكس في مدينة تشنغتشو، الصين.

أركفوكس (بالإنجليزية: Arcfox) (بالصينية: 极狐) هي علامة تجارية صينية لسيارات الركاب الكهربائية والكروس أوفر ومقرها في بكين، وتعمل منذ عام 2017. تنتمي العلامة التجارية إلى شركة تصنيع السيارات مجموعة بايك.

## التاريخ

### البداية
في عام 2017، قررت مجموعة بايك الصينية العملاقة للسيارات إنشاء علامة تجارية فرعية جديدة مخصصة لتطوير السيارات الكهربائية. كان الطراز الأول الذي تم طرحه للبيع محليًا عبارة عن سيارة صغيرة تسمى لايت تستهدف الطبقة المتميزة. في مارس 2019، تم العرض العالمي الأول للعلامة التجارية أركفوكس خلال معرض جنيف للسيارات ، معبرًا عن أهداف توسيع عمليات العلامة التجارية الصينية أيضًا في القارة الأوروبية.
كانت التصميمات المقدمة تحت العلامة التجارية أركفوكس في أوروبا مختلفة تمامًا عن مفهوم لايت. كانت السيارة الأولى نموذجًا أوليًا لسيارة الدفع الرباعي الكبيرة إي سي في، والتي صمم تصميمها المصمم والتر دي سيلفا المعروف بعمله في مجموعة فولكس فاجن. السيارة الثانية التي شاركت في العرض العالمي الأول لعلامة أركفوكس هي السيارة الخارقة جي تي، والتي تهدف إلى عرض قدرات مصممي مجموعة بايك. تم تقديم السيارة في إصدار أساسي وإصدار خاص يسمى Race Edition.

### مزيد من التطوير
وفي عام 2020، ركزت الشركة على تصميمات جديدة تمامًا مصممة للسوق الصينية على شكل سيارات كروس أوفر كهربائية متقدمة تقنيًا. في مايو 2020، ظهر طراز ألفا-تي متوسط الحجم لأول مرة، وبعد عام تم توسيع العرض من خلال سيارة الكروس أوفر الكبيرة ألفا-إس منذ ذلك الحين، لتكون بمثابة التصميم الرئيسي. وفي عام 2022، بدأت شركة أركفوكس التعاون مع العملاق الصيني هواوي، لتجهيز سياراتها المتوفرة في السوق المحلي بنظام التشغيل.
في عام 2023، بدأت أركفوكس في توسيع مجموعة طرازاتها، حيث أطلقت في سبتمبر من هذا العام بيع شاحنة صغيرة صغيرة كاولا مع حلول تصميم داخلي غير عادية تستهدف أمهات الأطفال الصغار. في ديسمبر من نفس العام، تم توسيع النطاق من خلال سيارة الكروس أوفر المدمجة ألفا تي 5، وفي ربيع عام 2024، قدمت أركفوكس أول سيارة ركاب كلاسيكية - سيارة ليموزين ألفا إس 5.

## المركبات

### النماذج الحالية
- أركفوكس ألفا-تي (2020 إلى الوقت الحاضر)، سيارة الدفع الرباعي متوسطة الحجم.
- أركفوكس ألفا-إس (2021 إلى الوقت الحاضر)، سيارة سيدان بالحجم الكامل.
- أركفوكس كاولا (2023 إلى الوقت الحاضر)، مركبة متعددة الأغراض مدمجة.
- أركفوكس ألفا-إس 5 (2024 إلى الوقت الحاضر)، سيارة سيدان مدمجة.
- أركفوكس ألفا-تي 5 (قادم)، سيارة الدفع الرباعي المدمجة
- أركفوكس جي تي (النموذج الأولي)، سيارة خارقة.

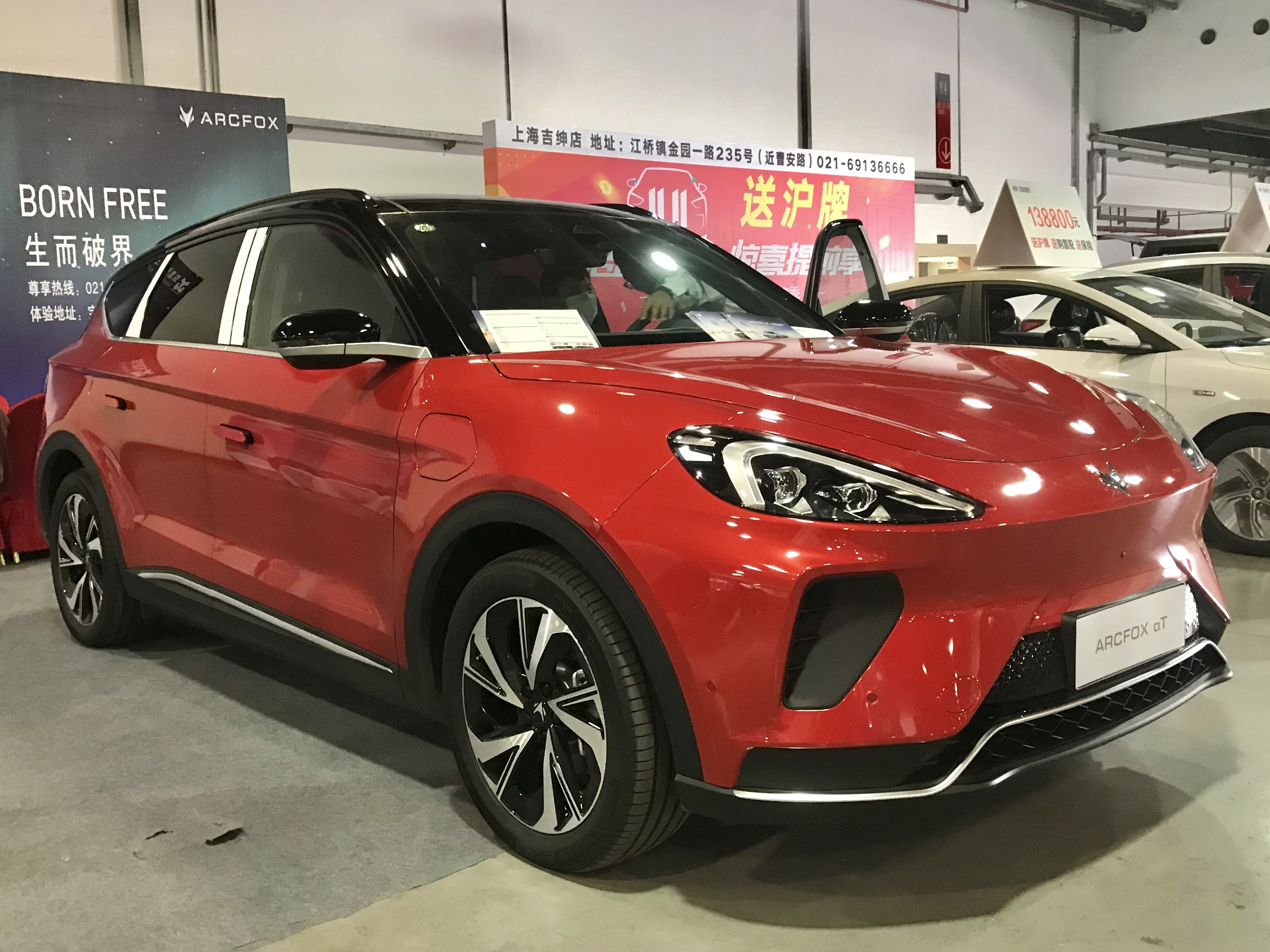
أركفوكس ألفا-تي

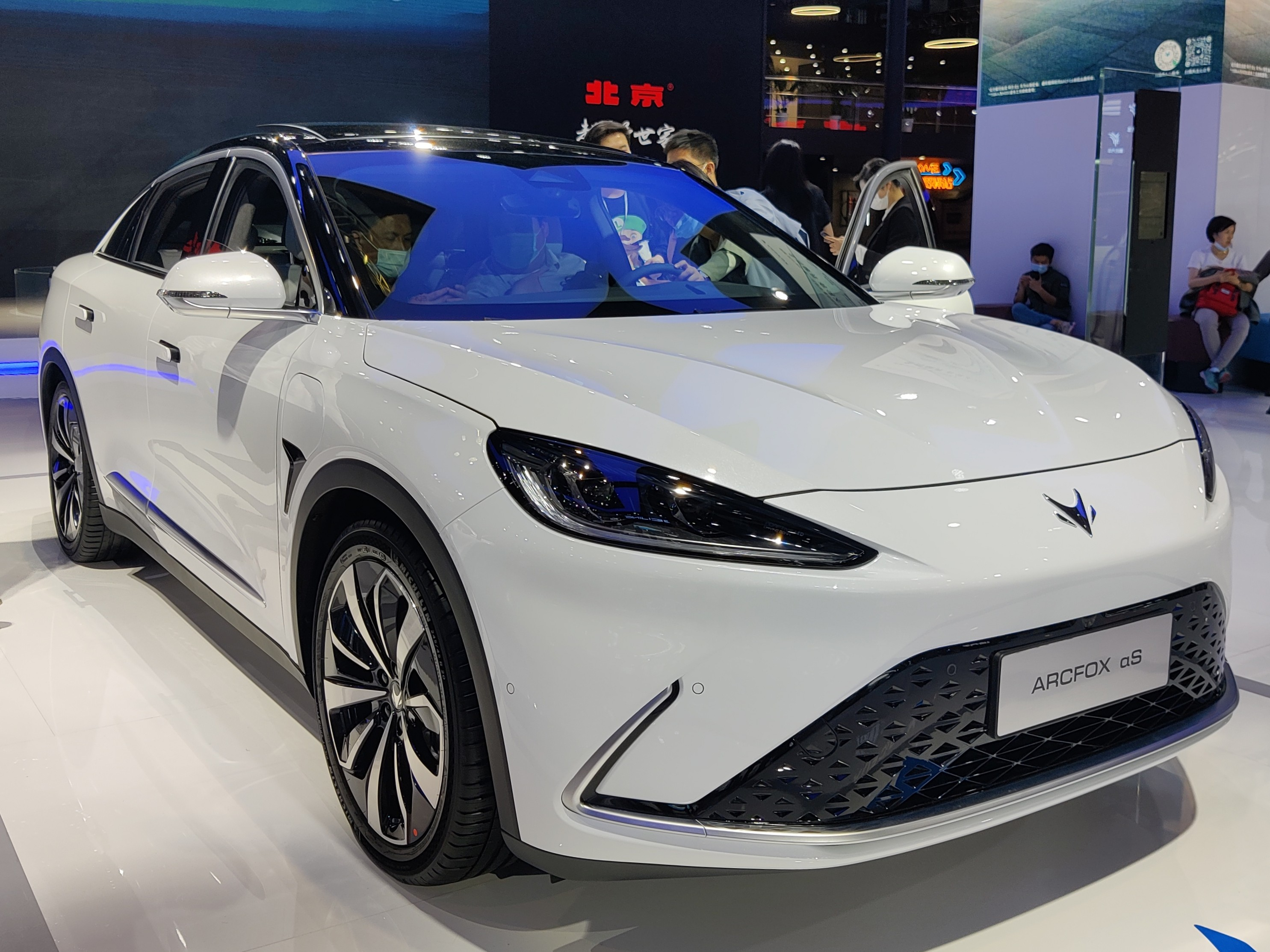
أركفوكس ألفا-إس

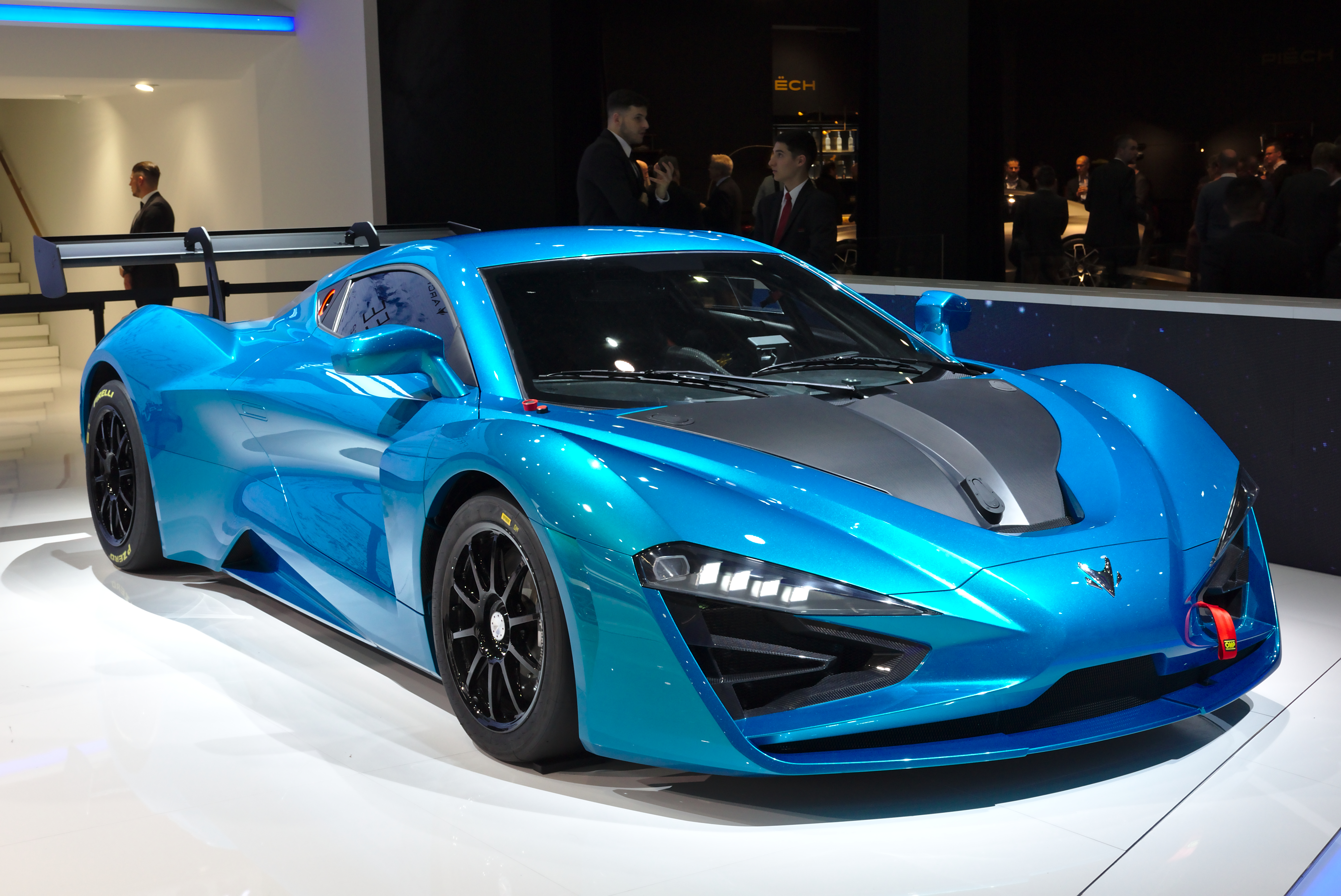
أركفوكس جي تي

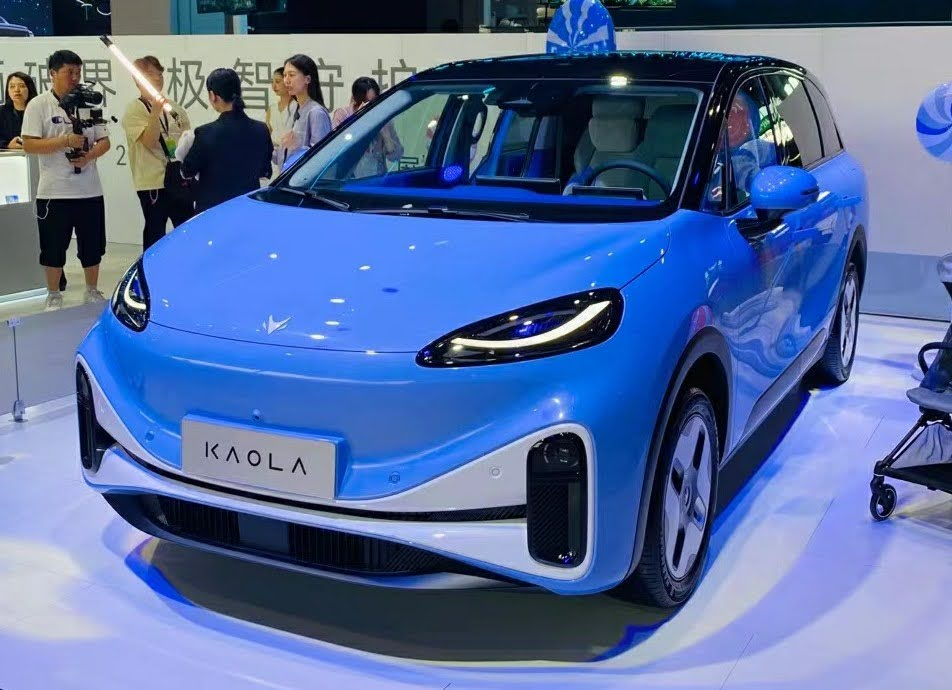
أركفوكس كاولا

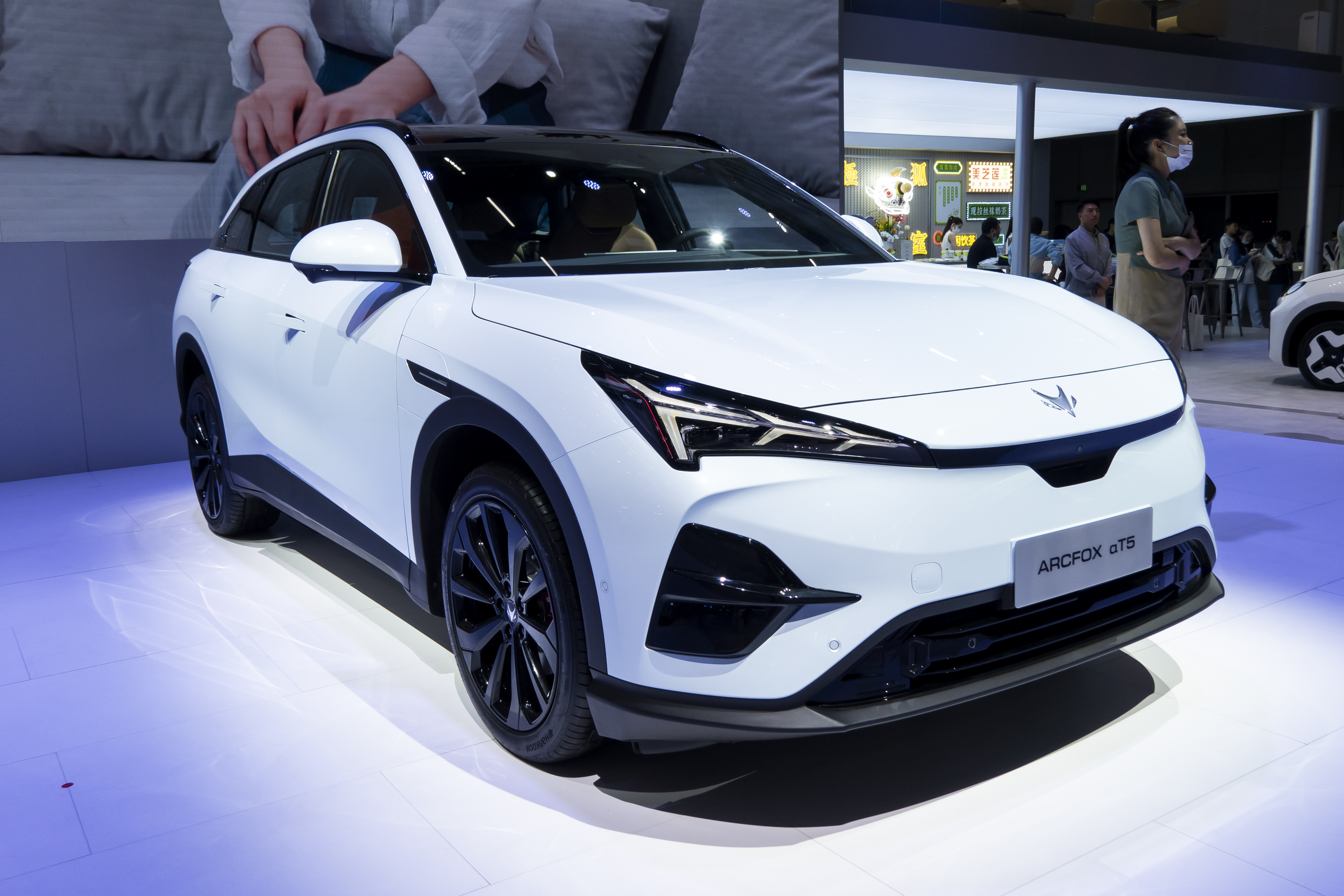
أركفوكس ألفا-تي 5

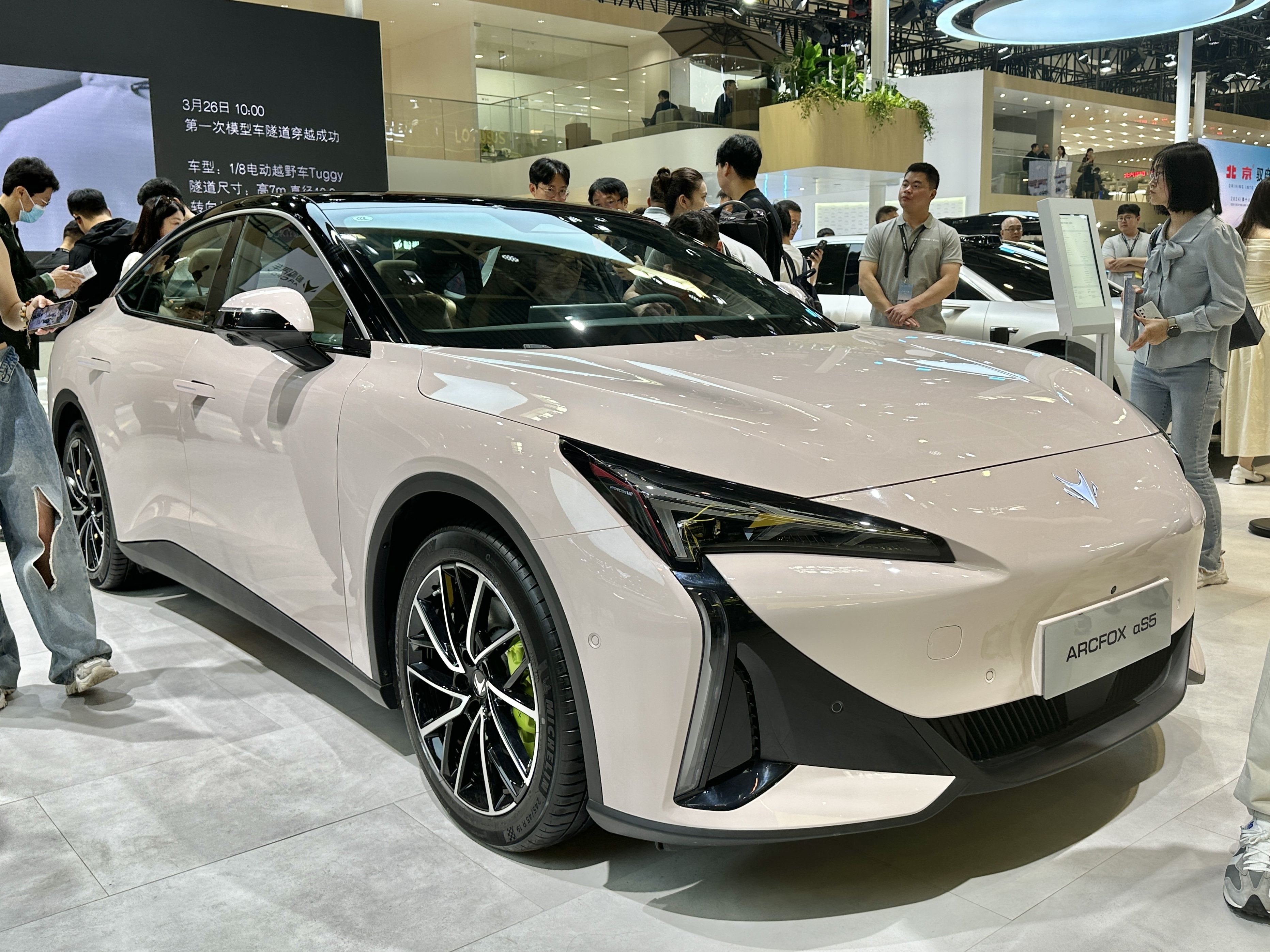
أركفوكس ألفا-إس 5

### الإنتاج السابق
- أركفوكس لايت (2017–2020)، سيارة المدينة.

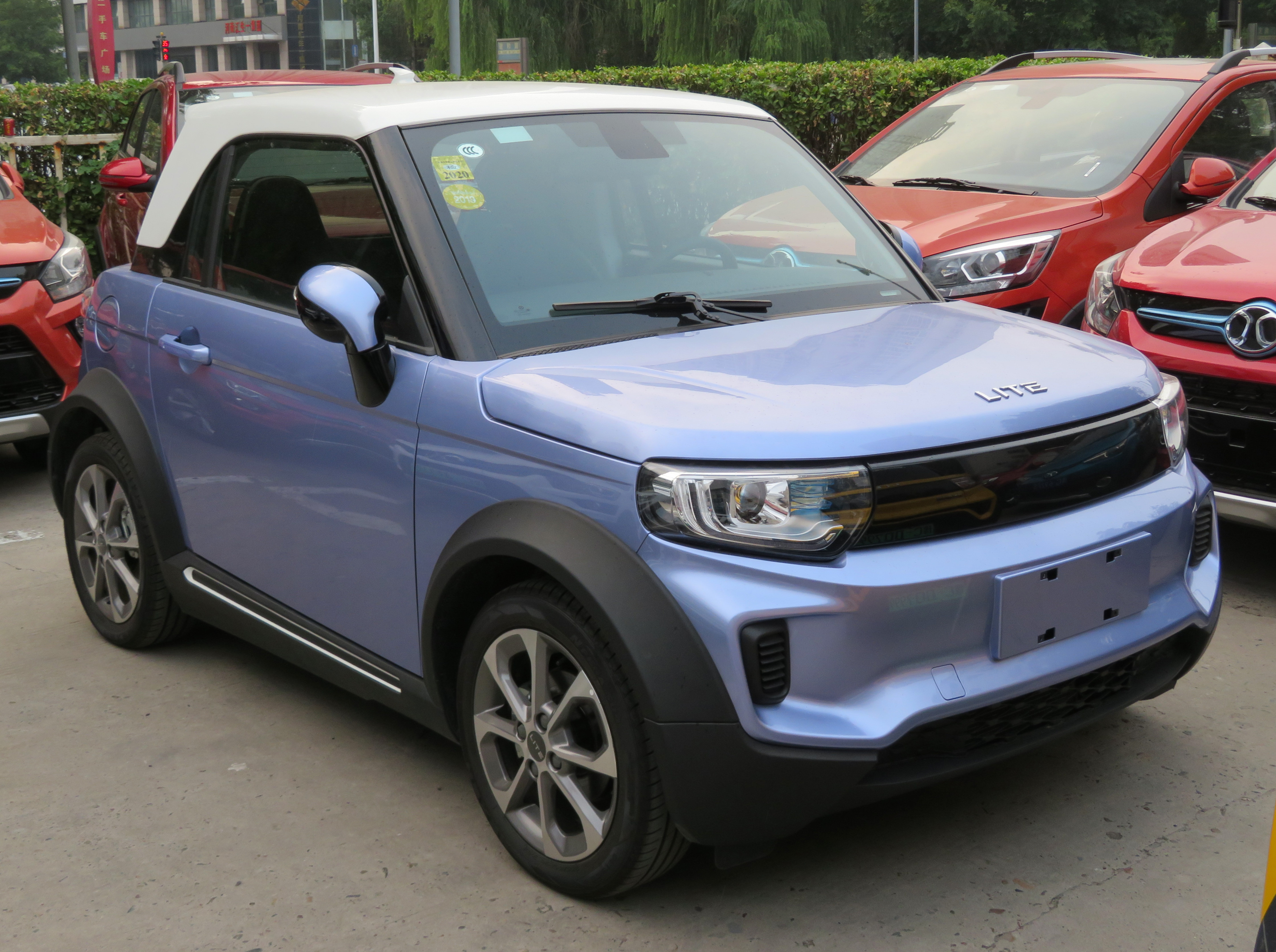
أركفوكس لايت

### تصور السيارات

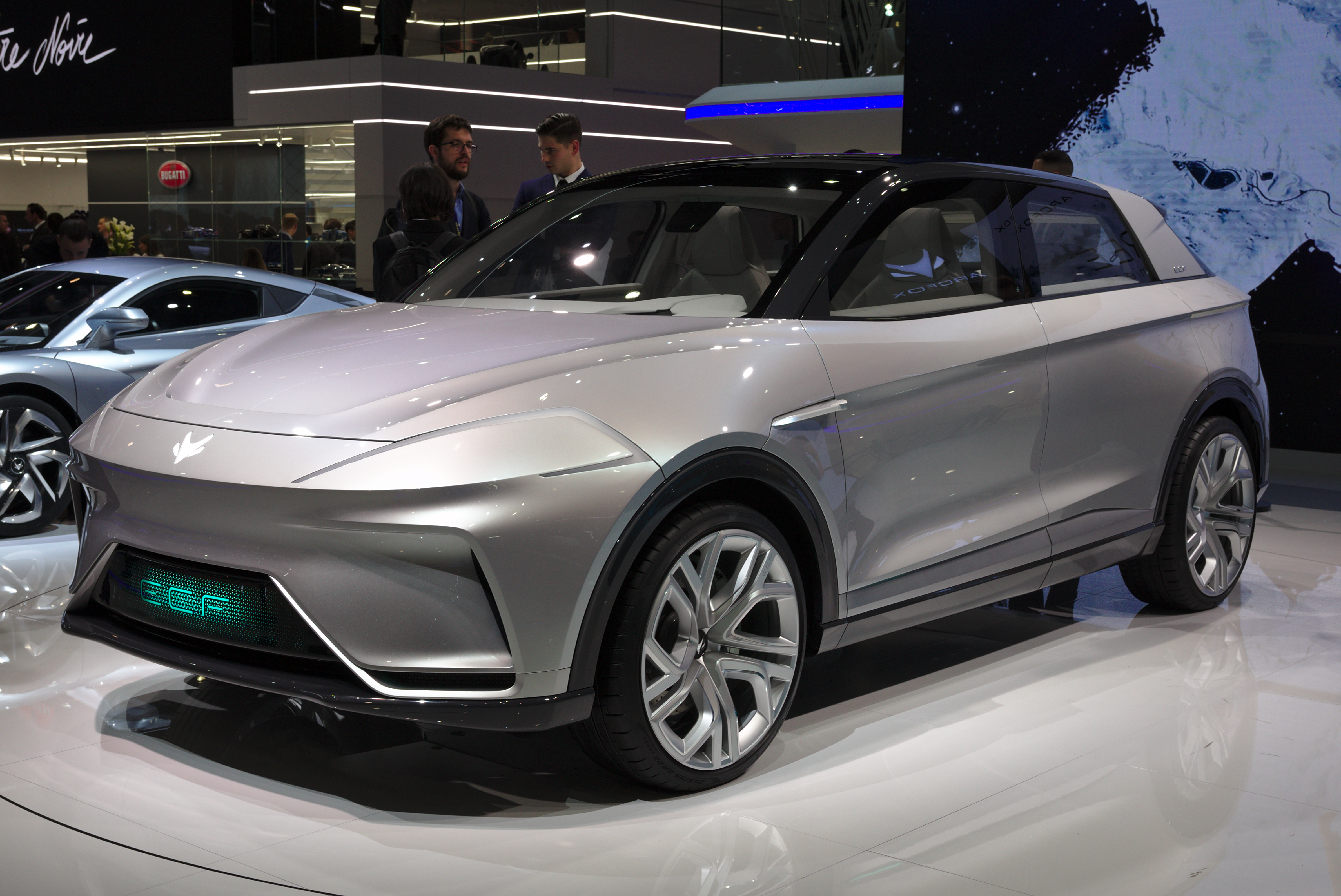
تصور أركفوكس إي سي في

لدى أركفوكس تصور سيارة واحدة:

## المبيعات على مدار السنين
لفترة من الوقت بعد سنوات قليلة من تأسيس Arcfox، كان أداء السوق ضعيفًا، مع عدم كفاية المبيعات في عام 2021 أكس بانغ ونيو ولي للسيارات الواحد والعشرون. وسيبلغ حجم المبيعات في عام 2022 إلى 11,895 وحدة، وهو ما يعادل فقط حجم مبيعات القوة الرائدة في تصنيع السيارات الجديدة في شهر واحد. وسيرتفع حجم المبيعات بشكل كبير إلى 30,016 مركبة في عام 2023.
| السنة | إجمالي المبيعات |
| ----- | --------------- |
| 2017  | 472             |
| 2018  | 588             |
| 2019  | 599             |
| 2020  | 721             |
| 2021  | 4,993           |
| 2022  | 11,895          |
| 2023  | 30,016          |

## انظر أيضّاً
- صناعة السيارات في الصين
- مجموعة بايك
- بايك موتور
- بايك بلوبارك

## وصلات خارجية
الموقع الرسمي